# NS 6900
De serie NS 6900 was een serie lokaalspoorstoomlocomotieven van de Nederlandse Spoorwegen (NS) en diens voorgangers Noord-Brabantsch-Duitsche Spoorweg-Maatschappij (NBDS) en Maatschappij tot Exploitatie van Staatsspoorwegen (SS).
In de jaren tachtig van de negentiende eeuw bestelde de SS bij de fabriek Henschel & Sohn in Kassel een eenentwintigtal tweeassige lokaalspoorlocomotieven voor de dienst op de lokaallijnen rond Groningen, verdeeld over twee typen. In 1884 werden deze geleverd met de nummers 505-516 (de later NS 6801-6812) en 517-525 (de latere NS 6901-6909). De 505-516 waren wat korter en lichter dan de 517-525.
Tien jaar later, in 1894, werd een gelijksoortige locomotief door dezelfde fabriek aan de NBDS geleverd met het nummer 25. In 1898 volgde een tweede met het NBDS nummer 26. Later werden deze twee locomotieven door de SS overgenomen, waar ze aansluitend aan de al bestaande serie werden vernummerd in 526-527.
Met het samenvoegen van het materieelpark van de SS, waarin de NBDS-materieel in 1919 al was opgegaan, en de Hollandsche IJzeren Spoorweg-Maatschappij (HSM) werd in 1921 de hele serie vernummerd in NS 6901-6911. Tussen 1931 en 1937 werden deze locomotieven afgevoerd. Er is geen exemplaar bewaard.
| Fabrieksnummer | In dienst | NBDS nummer | SS nummer | NS nummer | Uit dienst | Bijzonderheden |
| -------------- | --------- | ----------- | --------- | --------- | ---------- | -------------- |
| 1778           | 1884      |             | 517       | 6901      | 1931       |                |
| 1779           | 1884      |             | 518       | 6902      | 1931       |                |
| 1780           | 1884      |             | 519       | 6903      | 1931       |                |
| 1781           | 1884      |             | 520       | 6904      | 1937       |                |
| 1782           | 1884      |             | 521       | 6905      | 1935       |                |
| 1783           | 1884      |             | 522       | 6906      | 1934       |                |
| 1784           | 1884      |             | 523       | 6907      | 1937       |                |
| 1785           | 1884      |             | 524       | 6908      | 1933       |                |
| 1786           | 1884      |             | 525       | 6909      | 1937       |                |
| 4136           | 1894      | 25          | 526       | 6910      | 1931       |                |
| 4828           | 1898      | 26          | 527       | 6911      | 1934       |                |

## Afbeeldingen

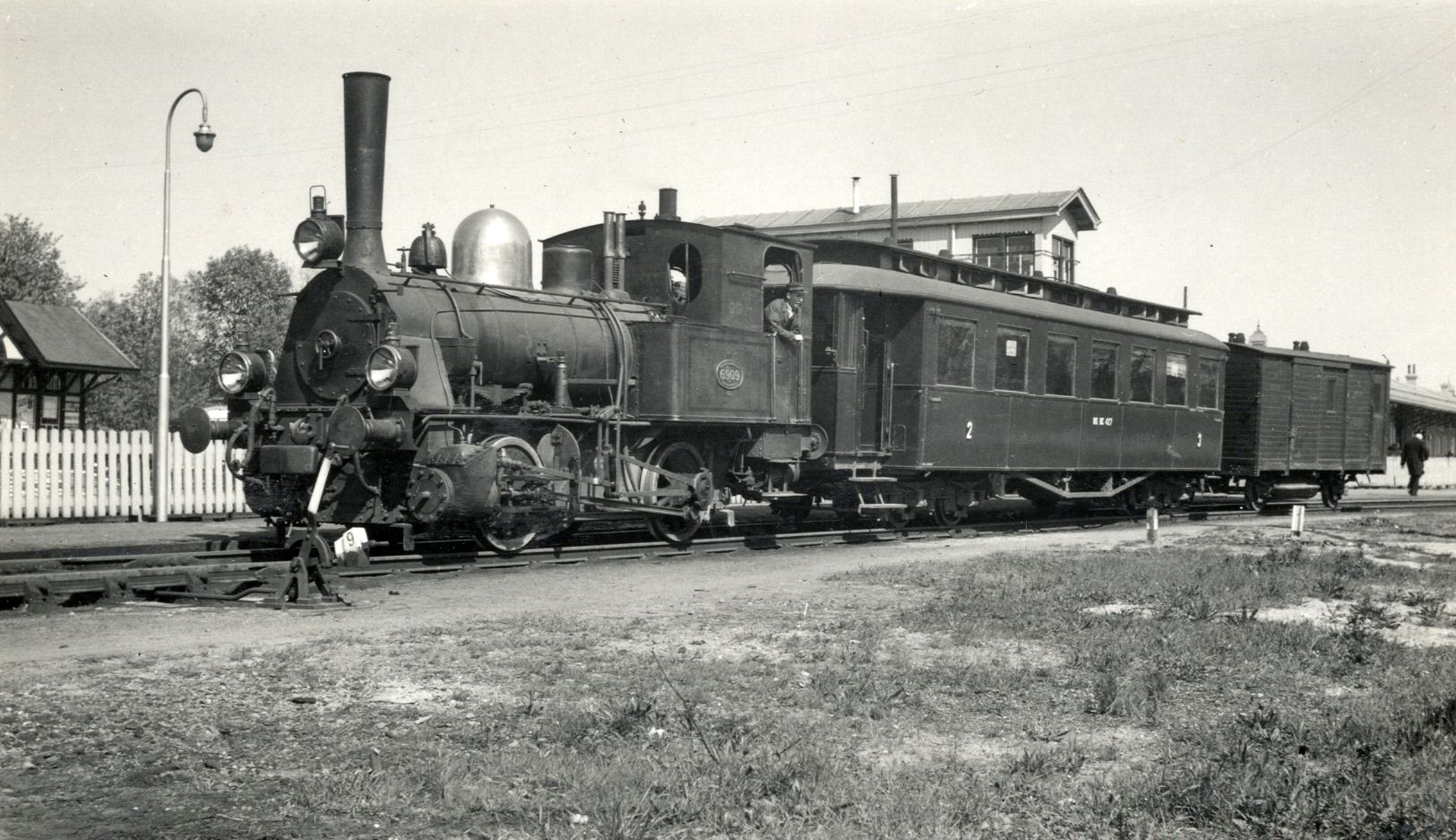
Stoomlocomotief NS 6909 met een tram naar Wageningen bij station Ede-Wageningen (tussen 1925 - 1935)
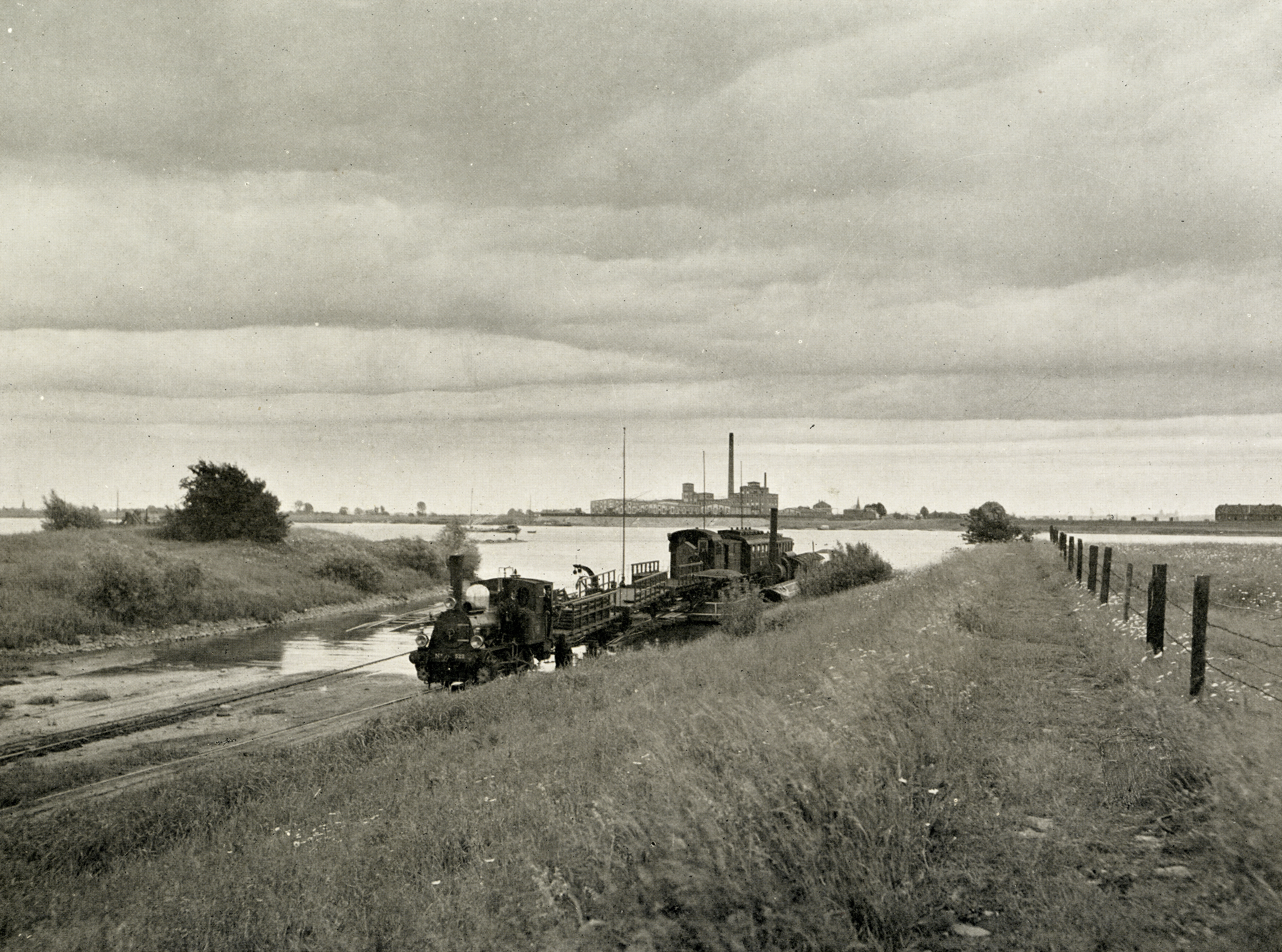
Gezicht op de spoorpont over de Rijn te Welle (Duitsland, spoorlijn Elten - Kleve), met stoomlocomotief SS 522 (later NS 6906) (1913)
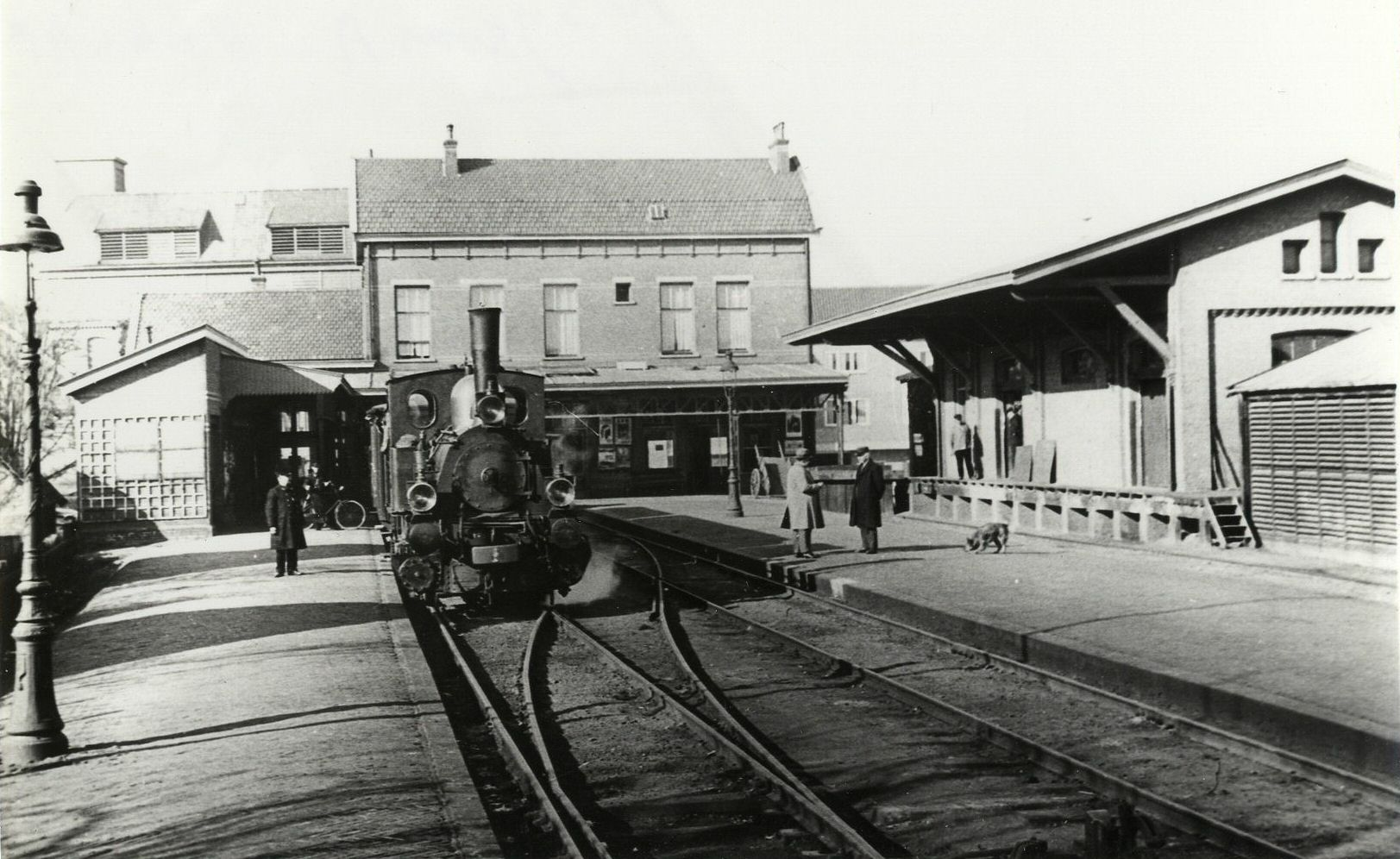
Gezicht op het tramstation te Wageningen, met een stoomlocomotief uit de serie 6900 van de N.S. (Tussen 1930 - 1940)
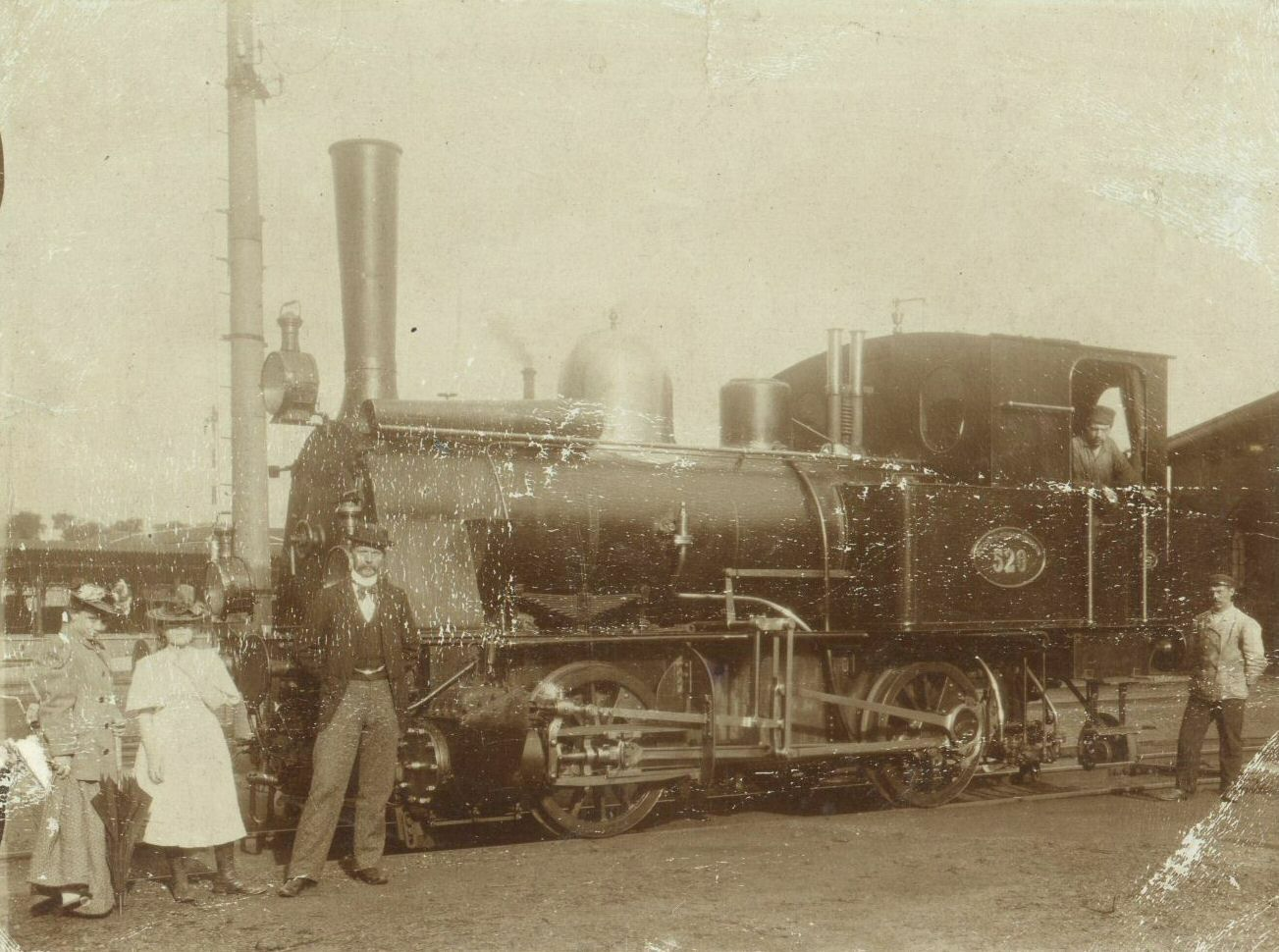
Stoomlocomotief SS 520 (later NS 6904) te Utrecht. (Tussen 1910 - 1920)
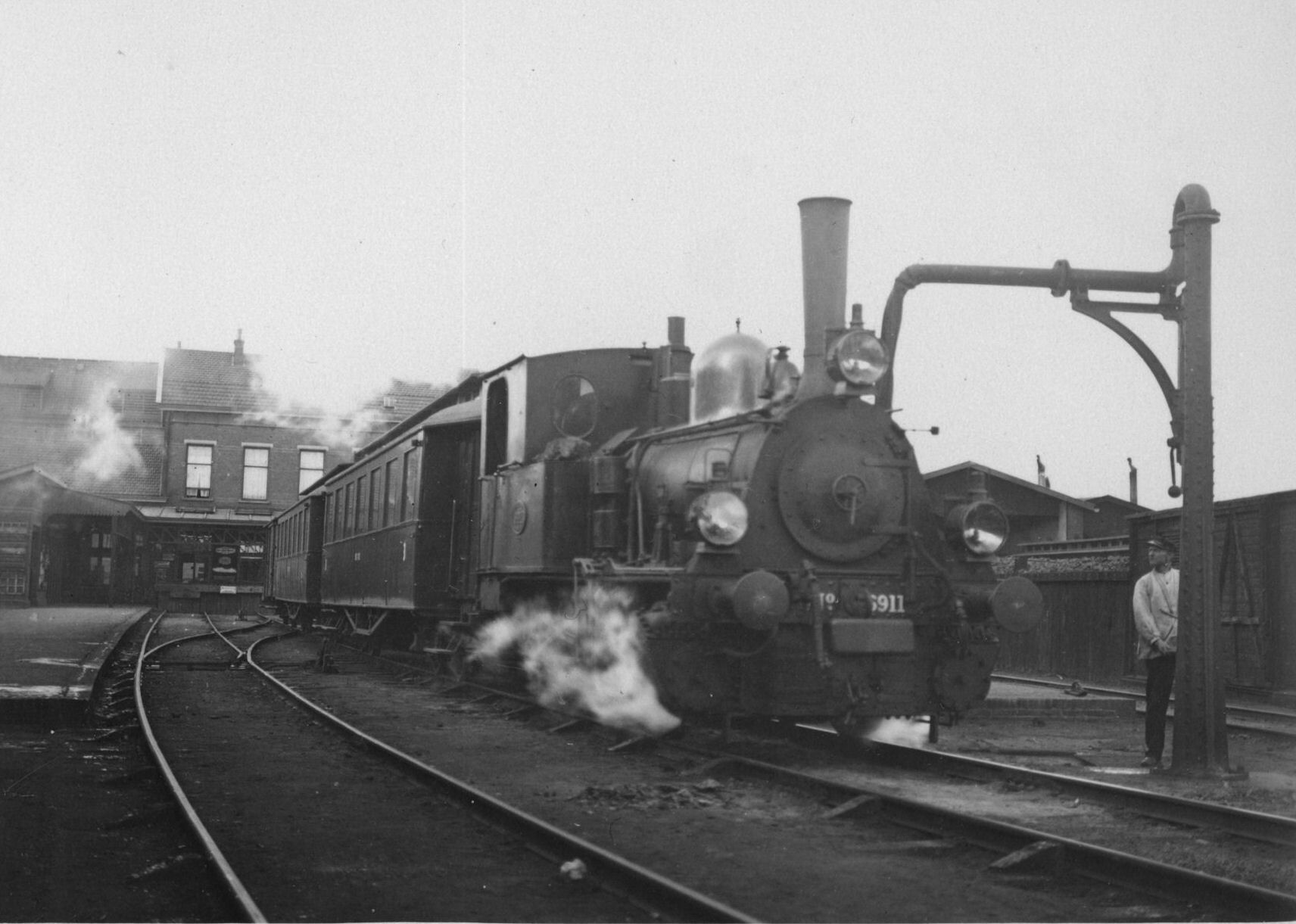
Stoomlocomotief NS 6911 tijdens waternemen op het tramstation te Wageningen. (April 1933)